# Марцел Сакач
Марцел Сакач (словац. Marcel Sakáč; нар. 23 вересня 1947, Левоча, Чехословаччина) — чехословацький хокеїст, воротар.

## Клубна кар'єра
Один із останніх воротарів світового хокею, який виступав без захисної маски. У чехословацькій хокейній лізі грав за братиславський «Слован» (1966–1968, 1970–1981) та їглавську «Дуклу» (1968–1970).
Чемпіон Чехословаччини 1969, 1970, 1979. Всього в лізі провів 447 матчів.
Завершував воротарську кар'єру в австрійських командах «Вінер» (1981–1982) та «Філлах» (1982–1987). В чемпіонаті Австрії провів 138 матчів.

## Виступи у збірній
Перебував у резерві національної збірної на переможниж чемпіонатах світу 1972, 1977. Захищав ворота збірної на світових чемпіонатах 1971 та 1979, де його команда зайняла друге місце. На чемпіонатах Європи — три золоті (1971, 1972, 1977) та одна срібна нагорода (1979). Всього у складі збірної Чехословаччини провів 22 матчі.